# Landos
Landos ist eine französische Gemeinde mit 869 Einwohnern (Stand 1. Januar 2022) im Département Haute-Loire in der Region Auvergne-Rhône-Alpes (vor 2016 Auvergne). Sie gehört zum Arrondissement Le Puy-en-Velay und zum Kanton Velay volcanique. 

## Geographie
Landos liegt etwa 19 Kilometer südsüdwestlich von Le Puy-en-Velay im Zentralmassiv.

### Nachbargemeinden
Umgeben wird Landos von den Nachbargemeinden Cayres im Nordwesten und Norden, Costaros im Norden, Le Brignon im Nordosten, Arlempdes im Nordosten und Osten, Barges im Osten, Saint-Paul-de-Tartas im Südosten und Süden, Saint-Étienne-du-Vigan im Süden, Rauret im Süden und Südwesten, Saint-Haon im Westen sowie Le Bouchet-Saint-Nicolas im Nordwesten.

## Bevölkerungsentwicklung
| Jahr                       | 1962 | 1968 | 1975 | 1982 | 1990 | 1999 | 2010 | 2020 |
| Einwohner                  | 1098 | 1205 | 1147 | 1064 | 1006 | 901  | 932  | 872  |
| Quellen: Cassini und INSEE |      |      |      |      |      |      |      |      |

## Verkehr
Am Westrand der Gemeinde verläuft die Route nationale 88.

## Sehenswürdigkeiten
- Kirche Saint-Félix aus dem 12. Jahrhundert, seit 1913 Monument historique
- Brücke von La Castier

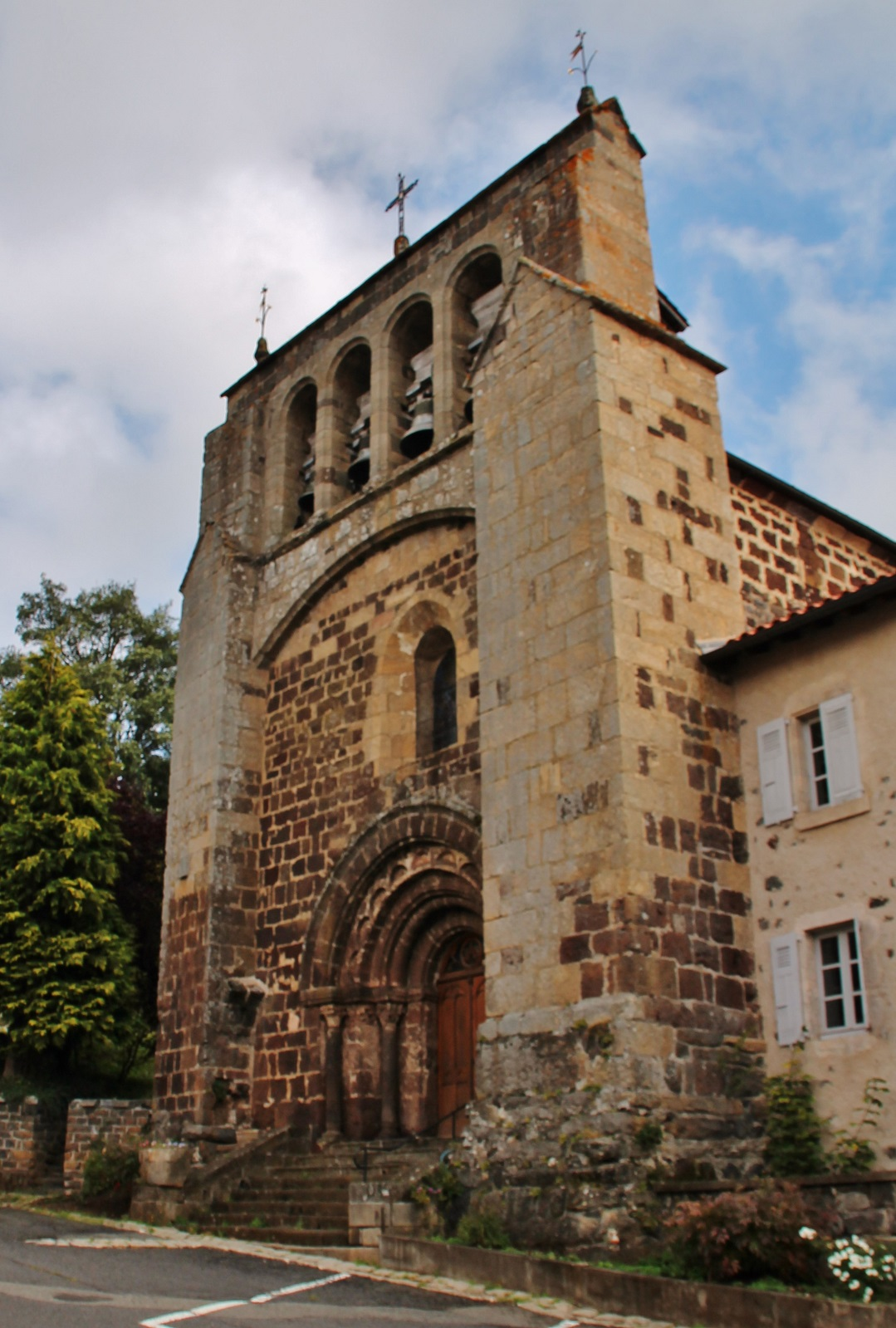
Kirche Saint-Félix
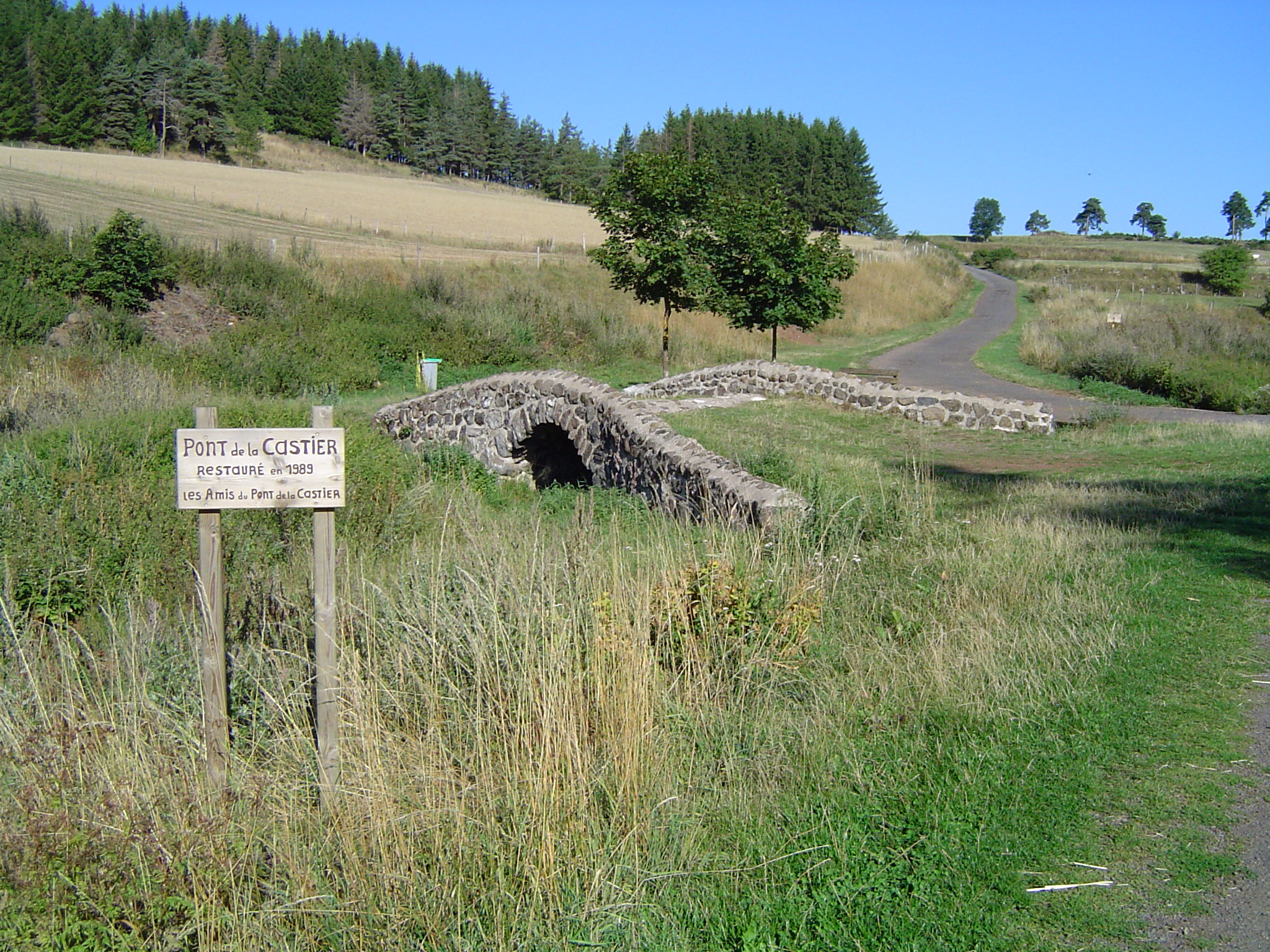
Brücke von La Castier